# Galleria Santomarco
La galleria Santomarco è un lungo tunnel ferroviario italiano, a semplice binario, inaugurato nel 1987, tra Paola e Cosenza, in Calabria.

## Storia
Nel 1905 le Ferrovie dello Stato studiarono un collegamento, classificato tra le ferrovie complementari da realizzare tra Cosenza e Paola; per superare le forti pendenze (bisognava valicare la catena costiera meridionale) si adottò lo scartamento normale con cremagliera e pendenza massima del 75 per mille. I lavori iniziarono tra il 1907 ed il 1911. L'apertura della linea avvenne il 2 agosto 1915 con locomotive a vapore munite di ruota dentata. Nel 1937 le ALn FIAT 56.1900, espressamente progettate per la linea a cremagliera, permisero di ridurre a 90 minuti la percorrenza dei treni viaggiatori.
Tuttavia già alla fine degli anni trenta l'onerosità degli interventi manutentivi e il sempre eccessivo tempo di percorrenza spinse le F.S. a progettare una nuova linea che però inizierà ad essere costruita solo dopo la parentesi bellica con la realizzazione di un nuovo tracciato. Il progetto del Ministero dei lavori pubblici prevedeva un percorso in galleria di circa 17 km con pendenze massime del 18 per mille e raggi di curvatura non inferiori ai 300 metri, con una nuova stazione a Cosenza e trazione elettrica. La spesa prevista per l'opera era di circa 20 miliardi di lire.
Nel marzo del 1966 iniziarono i lavori di costruzione della nuova linea, e lo scavo del lungo tunnel, a cura dell'ufficio nuove costruzioni ferroviarie del Ministero dei Lavori Pubblici. La chiusura dell'esercizio ferroviario sulla vecchia tratta avvenne il 28 aprile 1987 mentre la nuova tratta, elettrificata, aprì all'esercizio il 31 maggio 1987; l'opera più rilevante della nuova linea è la galleria Santomarco, a semplice binario e lunga Km 15+333, con inizio al km 1+679 (lato Paola) e dal Km 0+514 (lato San Lucido) e sbocco al km 17+012 (lato Bivio Settimo). La galleria comprende al suo interno, al km 9+180, il posto di movimento Santomarco esercitato in seguito in telecomando DCO per l'incrocio dei treni.
Il progetto originario prevedeva l'innesto del nuovo binario solo da nord all'uscita della stazione di Paola e verso sud a Castiglione Cosentino. In seguito, in corso d'opera è stata realizzata la variante progettuale con il collegamento verso sud, sulla ferrovia Tirrenica Meridionale in direzione della stazione di San Lucido e il collegamento con la ferrovia Sibari-Cosenza verso nord per raggiungere la ferrovia Jonica a Sibari e le importanti relazioni di Taranto e Bari.
Nel febbraio 2021 è stata annunciata la realizzazione del raddoppio tra Castiglione Cosentino e Paola con una nuova galleria Santomarco a doppio binario in sostituzione dell'attuale.